# Бурдейна Пелагія Леонтіївна
Пелагія Леонтіївна Бурдейна (1898—1983) — українська ткаля-килимарниця. Майстер народної творчості.

## Біографія
Народилася в селі Романківці, тепер Сокирянського району Чернівецької області (Україна). 30 років працювала у місцевому колгоспі імені ХХ з'їзду КПРС і все життя захоплювалася декоративно-прикладним мистецтвом, активно розвивала і збагачувала старовинний сільський промисел. У книзі «Історія міст і сіл УРСР» про неї сказано: «Кращою ткалею є П. Л. Бурдейна. Сотні рушників, доріжок і килимів виткала вона. Кращим її твором є великий килим „Конвалія“, виготовлений на згадку про возз'єднання Північної Буковини з Радянською Україною».
У Сокирянському історико-краєзнавчому музеї у 1970 році було виставлено в експозиції витканий руками майстрині портрет В. І. Леніна. Килими і рушники Пелагії Бурдейної неодноразово експонувалися на виставках у Чернівцях, Києві, Москві.

## Відзнаки
- Медаль «За доблесну працю».
- Золота медаль ВДНГ У Москві.